# Liste der Kardinalskreierungen Innozenz’ VI.
Papst Innozenz VI. kreierte im Verlauf seines Pontifikates folgende Kardinäle:

## 15. Februar 1353
- Andouin Aubert

## 23. Dezember 1356
- Élie de Saint-Yrieix OSB
- Francesco degli Atti
- Pierre de Monteruc
- Guillaume Farinier OFM
- Nicolás Rossell OP
- Pierre de la Forêt

## 17. September 1361
- Fontanier de Vassal OFM
- Pierre Itier
- Jean de Blauzac
- Gilles Aycelin de Montaigu
- Androin de la Roche OSB
- Étienne Aubert der Jüngere
- Guillaume Bragose
- Hugues de Saint-Martial